# Sport Club República
Pour les articles homonymes, voir Sport Club Internacional.
Le Sport Club República est un ancien club brésilien de football basé à Salvador dans l'État de Bahia. Il a participé deux fois au Championnat de Bahia de football, en 1916 et 1917.

## Palmarès
- Championnat de Bahia :
  - Champion : 1916[1]